# صحف ابراهیم
صحف ابراهیم (عربی: صحف إبراهيم) نامی است که در دو سوره از سوره‌های دوره اول مکی قرآن به کتاب نازل شده بر ابراهیم داده شده‌است. ژنو گوبیلو اعتقاد دارد منظور از «صحف ابراهیم»، در واقع همان عهد ابراهیم، یکی از متون متاخر یهودی که به ابراهیم نسبت داده شده، است.
همچنین به عقیده ی برخی، صحف ابراهیم اشاره به کتاب «سفر یتصیرا» دارد که کابالیست ها آن را به ابراهیم نبی نسبت می دهند.
 در سمت دیگر، دوو گوتاین می‌گوید محمد دچار اشتباه شده و احتمالاً در سال‌های بعدی تبلیغ خود، پی برده که کتابی به ابراهیم منسوب نیست.

## اعتقاد مسلمانان
در مطالب سنتی مسلمانان روایات فراوانی دربارهٔ نزول این کتاب در ماه رمضان وجود دارد. از واثله بن اسقع روایت شده‌است که محمد گفت: صحف ابراهیم در نخستین شب ماه رمضان نازل گردید. در قرآن دوبار به صحف ابراهیم اشاره شده‌است. (اعلی: ۱۹ و نجم: ۳۶–۳۷) از بین منابع تاریخی اسلام، مسعودی از تلاوت صحف ابراهیم در بین بنی اسرائیل در زمان حکومت «فرعون پنجم» سخن گفته‌است.